# Честнєйший Степан Володимирович
Честнєйший Степан Володимирович (н. 1909 року — ?) — молодший лейтенант, згодом майор держбезпеки СРСР, начальник третього відділення особливого відділу НКВС 38 армії. Українець. 
У складі «трійки» підписував постанови про розстріли, брав участь у Великому терорі.

## Життєпис
Молодий, енергійний працівник НКВС, під його керівництвом третє відділення завербувало й надіслало в тил противника 33 агенти з розвідувальними та диверсійними завданнями. На підставі матеріалів агентури написано 72 доповідні записки командуванню армії про ворога. Завдяки підготовленій ним агентурі встановлено місця розташування двох штабів німецьких армій, 17 штабів дивізій, 21 штабу полку, 11 аеродромів, 13 великих танкових колон та 7 мостів і переправ.
Завдяки роботі Степана в армії СРСР «виявлено» 11 агентів німецької розвідки, всіх було засуджено до розстрілу.
Під його керівництвом оперскладом відділення провело 15 операцій з «очищення» тилу від шпигунів, операції проводились у тридцяти населених пунктах. «Виявлено» 658 дезертирів, допитано 26 полонених солдатів. В боях участі не брав.
- Член ВКП (б) з 1939 року (партквиток № 3201588).

- з 4 квітня 1939 (за іншими даними — 1939-го) — працівник НКВС

- жовтень 1926 — експедитор, реєстратор, діловод, секретар Київського окружкому
- вересень 1930 — вересень 1933 — секретар, замгорсов Київської міськради
- 4 квітня 1933 — 1 березня 1934 — оперуповноважений ЕКО ГПУ в Вінниці
- 1 березня 1934 — 1 грудня 1935 — секретар ЕКО ГПУ в Вінниці
- 1 грудня 1935 — 1 квітня 1936 — діловод ЕКО УНКВС в Вінниці, наказ № 64
- 1 квітня 1936 — 19 березня 1937 — інспектор ФО УНКВС в Вінниці, наказ № 27
- 19.03.1937 — 1 грудня 1937 — секретар Миколаївського МВ НКВД в Миколаєві, наказ № 711
- 1 грудня 1937 — 1 березня 1939 — секретар УНКВС в місті Кам'янець-Подільському, наказ № 301[7]
- 1938 року — секретар особливої трійки УНКВС Кам'янець-Подільської області
- з 1941 — в Червоній армії [8]
- до 12 квітня 1941 — начальник секретаріату УНКВС в Станіславі (Івано-Франківськ), наказ № 60, наказ НКВС СРСР № 1800 від 19 грудня 1940
- 12 квітня 1941 — 28 липня 1941 — начальник секретаріату УНКДБ в Станіславі, наказ № 117
- 31 липня 1941 — відряджений в особливий відділ НКВС Кавказького військового округу — наказ УРСР 83
- 1943 — старий лейтенант, начальник 4-го відділення НКВС Південного фронту[9]

## Нагороди
- орден Червоної Зірки [10]